# Paweł Golański
Paweł Golański (ur. 12 października 1982 w Łodzi) – polski piłkarz grający na pozycji obrońcy, związany głównie z ŁKS Łódź i Koroną Kielce, reprezentant Polski, działacz, trener i agent piłkarski, ekspert telewizyjny oraz piłkarz plażowy.

## Kariera klubowa
Golański jest wychowankiem ŁKS Łódź, z którym zdobył tytuł mistrza Polski juniorów młodszych (U-17). Występował też krótko w UKS SMS Łódź. W styczniu 2003 został na rok z opcją pierwokupu wypożyczony do Legii Warszawa. W stołecznej drużynie nie przebił się jednak do podstawowego składu i występował jedynie w grających w IV lidze rezerwach. Do Łodzi powrócił latem 2003, wcześniej nie przeszedł testów w Zagłębiu Lubin i Dyskobolii Grodzisk Wielkopolski.
W 2005 podpisał kontrakt z beniaminkiem I ligi, Koroną Kielce. W najwyższej polskiej klasie rozgrywkowej zadebiutował 26 lipca tamtego roku w spotkaniu z Cracovią (0:0). Szybko wywalczył sobie miejsce w podstawowym składzie, regularnie występując na boiskach Ekstraklasy. W sezonie 2006/07 dotarł z Koroną do finału Pucharu Polski, w którym zagrał pełne 90 minut, a kielecki zespół przegrał 0:2 z Dyskobolią.
Latem 2007 Golański przeszedł do wicemistrza Rumunii, Steauy Bukareszt i podpisał z tym klubem trzyletni kontrakt. Media podały, że cena transferu wyniosła około miliona euro. W barwach Steauy zadebiutował w europejskich pucharach w przegranym 1:2 spotkaniu kwalifikacji Ligi Mistrzów z Arsenalem. W sezonie 2007/08 wywalczył ze swoim klubem drugie miejsce w lidze, co pozwoliło tej drużynie na start w Lidze Mistrzów również w kolejnych rozgrywkach. Golański wziął udział w dwóch meczach fazy grupowej, a w pojedynku z ACF Fiorentina został ukarany dwiema żółtymi kartkami, a w konsekwencji kartką czerwoną. W maju 2009, gdy klubowy autokar został zaatakowany przez pseudokibiców Dinama Bukareszt, Golański został trafiony w głowę, jednak po przewiezieniu do szpitala, okazało się, że obrażenia były mniej poważne niż początkowo podejrzewano i kilka dni później rozegrał mecz z derbowym rywalem. W sezonie 2009/10 wystąpił w 21 ligowych spotkaniach i strzelił jednego gola (w meczu przeciwko FC Timiszoara). Z końcem czerwca 2010 Golańskiemu wygasł kontrakt ze Steauą.
Następnie powrócił do Polski i trenował z ŁKS Łódź, zaprzeczał jednak że ponownie będzie występować w polskiej lidze. Negocjował z rosyjskim Tomem Tomsk, jego zatrudnieniem zainteresowany był również austriacki Sturm Graz. Ostatecznie zdecydował się związać umową z Koroną Kielce, z którą podpisał trzyletni kontrakt. W rundzie jesiennej sezonu 2010/11 w jego grze widać było braki w przygotowaniu do rozgrywek, co spowodowało, że został najpierw przesunięty do drużyny Młodej Ekstraklasy, a następnie wypożyczony do Łodzi, gdzie rozegrał siedem spotkań. Wiosną wrócił do głównego składu Korony i prezentował się lepiej. Według jednej z ocen wciąż nie osiągnął pełni formy, według innej zaś stał się jednym z filarów formacji obronnej swojej drużyny. Pod koniec 2012 przedłużono mu kontrakt do 2015 W rundzie wiosennej sezonu 2012/13 zagrał we wszystkich meczach Korony, w meczu z Ruchem Chorzów zaś strzelił zwycięskiego gola.
W 2015 podpisał umowę z ASA Târgu Mureș, gdzie grał w rundzie jesiennej i zdobył Superpuchar Rumunii, asystując przy jedynej bramce meczu o to trofeum. Przed rundą wiosenną wrócił do Polski, trafiając do Górnika Zabrze. 19 kwietnia 2016 został przesunięty do drużyny rezerw, natomiast po sezonie zakończonym dla Górnika spadkiem z ligi umowa z nim została rozwiązana. Wiosnę 2017 zawodnik spędził w Chojniczance Chojnice.
Latem 2017 zawodnik przystąpił do rozgrywek beach soccera, występując na czas finałów mistrzostw Polski w zespole BSCC SAN AZS Łódź. W 2018 i 2019 biegał po plaży w koszulce BSCC Łódź.
Latem 2020 rozpoczął treningi z LKS Różyca (łódzka klasa okręgowa) i znalazł się potem w kadrze tego zespołu, lecz nie wystąpił w żadnym oficjalnym spotkaniu.

## Kariera międzynarodowa
Z drużyną Polski U-18 zdobył na mistrzostwach Europy 2001 złoty medal.
W reprezentacji seniorów Golański zadebiutował 16 sierpnia 2006 w przegranym 0:2 meczu z Danią, kiedy na początku drugiej połowy zmienił Seweryna Gancarczyka. Jedyną bramkę w meczu międzypaństwowym zdobył precyzyjnym strzałem z rzutu wolnego w spotkaniu z Estonią (4:0), rozegranym 3 lutego 2007. 28 maja 2008 został powołany przez Leo Beenhakkera na mistrzostwa Europy w Austrii i Szwajcarii. W turnieju wystąpił w meczach z Niemcami (0:2) oraz Austrią (1:1). Polacy zdobyli w rundzie grupowej jeden punkt i odpadli z dalszej rywalizacji. Po mistrzostwach Golański wystąpił jeszcze w jednym meczu, 20 sierpnia z Ukrainą (0:1), po czym stracił miejsce w podstawowym składzie. Na boisko powrócił dopiero we wrześniu 2009, kiedy zagrał w zremisowanym 1:1 pojedynku z Irlandią Północną.
| Mecze i gole w reprezentacji | Mecze i gole w reprezentacji | Mecze i gole w reprezentacji | Mecze i gole w reprezentacji | Mecze i gole w reprezentacji | Mecze i gole w reprezentacji | Mecze i gole w reprezentacji |
| #                            | Data                         | Miasto                       | Przeciwnik                   | Gol                          | Wynik                        | Rozgrywki                    |
| ---------------------------- | ---------------------------- | ---------------------------- | ---------------------------- | ---------------------------- | ---------------------------- | ---------------------------- |
| 1.                           | 16.08.2006                   | Odense                       | Dania                        |                              | 0:2                          | towarzyski                   |
| 2.                           | 06.09.2006                   | Warszawa                     | Serbia                       |                              | 1:1                          | el. ME 2008                  |
| 3.                           | 07.10.2006                   | Ałmaty                       | Kazachstan                   |                              | 1:0                          | el. ME 2008                  |
| 4.                           | 11.10.2006                   | Chorzów                      | Portugalia                   |                              | 2:1                          | el. ME 2008                  |
| 5.                           | 03.02.2007                   | Jerez de la Frotera          | Estonia                      | Gol                          | 4:0                          | towarzyski                   |
| 6.                           | 22.08.2007                   | Moskwa                       | Rosja                        |                              | 2:2                          | towarzyski                   |
| 7.                           | 08.09.2007                   | Lizbona                      | Portugalia                   |                              | 2:2                          | el. ME 2008                  |
| 8.                           | 12.09.2007                   | Helsinki                     | Finlandia                    |                              | 0:0                          | el. ME 2008                  |
| 9.                           | 26.05.2008                   | Reutlingen                   | Macedonia Północna           |                              | 1:1                          | towarzyski                   |
| 10.                          | 01.06.2008                   | Chorzów                      | Dania                        |                              | 1:1                          | towarzyski                   |
| 11.                          | 08.06.2008                   | Klagenfurt                   | Niemcy                       |                              | 0:2                          | ME 2008                      |
| 12.                          | 12.06.2008                   | Wiedeń                       | Austria                      |                              | 1:1                          | ME 2008                      |
| 13.                          | 20.08.2008                   | Lwów                         | Ukraina                      |                              | 0:1                          | towarzyski                   |
| 14.                          | 05.09.2009                   | Chorzów                      | Irlandia Północna            |                              | 1:1                          | el. MŚ 2010                  |

## Działacz i agent piłkarski
Po zakończeniu kariery zawodniczej pracował jako agent piłkarski stajni menedżerskiej INN Football. W 2016 wraz z Przemysławem Kaźmierczakiem i Krzysztofem Nykielem założył w Łodzi dziecięcą akademię Gol Academy Szkółka Piłkarska. Golański posiada uprawnienia trenerskie UEFA B oraz jest absolwentem pierwszej edycji kursu Dyrektora Sportowego PZPN. Związany jest też z telewizją Polsat Sport, gdzie pojawia się podczas transmisji spotkań i dyskusji w roli piłkarskiego eksperta.
W kwietniu 2021 ogłoszono go dyrektorem sportowym Korony Kielce, z powodu czego zakończył współpracę z INN Football. 12 czerwca 2024 zakończył pracę w Koronie. 9 października 2024 został ogłoszony dyrektorem sportowym Motoru Lublin.

## Życie prywatne
Golański jest siostrzeńcem trzech piłkarzy: Józefa, Ryszarda oraz Zbigniewa Robakiewiczów, którzy podobnie jak on zaczynali karierę piłkarską w ŁKS Łódź. Jego cioteczny brat Grzegorz Robakiewicz również grał w piłkę, ale w niższych ligach. Żonaty z Deteliną, ma dwóch synów: Marcela i Fabiana.